# Barkpore
En barkpore består af noget løst væv, der er opbygget af celler med store indbyrdes ("intercellulære") mellemrum i korklaget hos sekundært forstærkede organer og i barken på træagtige stængler og rødder hos de tokimbladede planter.
Vævet virker som en pore og skaber en gennemgang for den direkte udveksling af luftarter gennem barken, der ellers er uigennemtrængelig. Det videnskabelige navn, lenticel, er afledt af porens linseformede yderside. Barkporerne kan ofte bruges som et af de vigtige kendetegn, når man skal fastslå en plantes identitet.